# محوطه قره قشون
محوطه قره قشون مربوط به دوران‌های تاریخی پس از اسلام است و در شهرستان بناب، بخش مرکزی، روستای خلیلوند واقع شده و این اثر در تاریخ ۲۳ شهریور ۱۳۸۲ با شمارهٔ ثبت ۱۰۰۵۴ به‌عنوان یکی از آثار ملی ایران به ثبت رسیده است.